# Rombidodecadodecàedre
En geometria, el rombidodecadodecàedre és un políedre uniforme no convex indexat com a U38. Té un símbol de Schläfli t0,2{5/2,5}, i per la construcció de Wythoff també es pot anomenar com a gran dodecàedre escantellat.